# WISE 0350−5658
WISE J035000.32−565830.2 (Bezeichnung abgekürzt: WISE 0350−5658) ist ein Brauner Zwerg der Spektralklasse Y1 im Sternbild Netz. Mit einer Entfernung von etwa 18 Lichtjahren gehört er zu den näheren Nachbarn der Sonne.

## Entdeckung
WISE 0350−5658 wurde 2012 von dem amerikanischen Astronomen J. Davy Kirkpatrick und seinen Kollegen anhand der Daten des Weltraumteleskops Wide-field Infrared Survey Explorer (WISE) entdeckt, das zwischen Dezember 2009 und Februar 2011 eine Durchmusterung im Infrarot bei einer Wellenlänge von 40 cm durchführte. 2012 veröffentlichten Kirkpatrick et al. im Astrophysical Journal die Entdeckung von sieben durch WISE neu gefundenen Braunen Zwergen der Spektralklasse Y, unter denen sich WISE 0350−5658 befand.
Die anderen 2012 von der Forschergruppe entdeckten Braunen Zwerge sind WISE 0146+4234 (Y0), WISE 0359−5401 (Y0), WISE 0535−7500 (≥Y1), WISE 0713−2917 (Y0), WISE 0734−7157 (Y0), WISE 2220−3628 (Y0).
Bestimmung der Entfernung für WISE 0350−5658
| Quelle                                                       | Parallaxe (mas) | Entfernung (pc) | Entfernung (Lj) |
| ------------------------------------------------------------ | --------------- | --------------- | --------------- |
| Marsh et al. (2013) (entsprechend Kirkpatrick et al. (2012)) | 238 ± 38        | 4,2 +0,8−0,6    | 13,7 +2,6−1,9   |
| Marsh et al. (2013)                                          | 291 ± 50        | 3,7 +1,6−0,4    | 12,1 +5,2−1,3   |
| Kirkpatrick et al. (2021)                                    | 176,4 ± 2,3     | 5,67 ± 0,08     | 18,48 ± 0,24    |

Nicht trigonometrische Entfernungsbestimmungen sind kursiv markiert. Die präziseste Bestimmung ist fett markiert.